# Ioduro di magnesio
Lo ioduro di magnesio è il composto inorganico con formula MgI2. In condizioni normali è un solido bianco che diventa bruno se esposto all'aria e alla luce. Esiste anche nelle forme idrate come MgI2•6H2O (esaidrato) e MgI2•8H2O (ottaidrato). In tutte le forme si comporta come un tipico alogenuro ionico ed è molto solubile in acqua. MgI2 (anidro) è disponibile in commercio, ed è usato come reattivo in sintesi organica.

## Struttura
Allo stato solido il composto cristallizza con una struttura cristallina esagonale, analoga a quella dello ioduro di cadmio: gruppo spaziale P3m, con costanti di reticolo a = 414,8 pm e c = 689,4 pm, una unità di formula per cella elementare. Ne risulta una struttura a strati, con gli ioni Mg2+ coordinati ottaedricamente a sei leganti ioduro.

## Sintesi
Le forme idrate dello ioduro di magnesio si possono preparare a partire da ossido di magnesio, idrossido di magnesio, o carbonato di magnesio per trattamento con acido iodidrico:
MgO + 2HI  →  MgI2 + H2O
Mg(OH)2 + 2HI  →  MgI2 + 2H2O
MgCO3 + 2 HI  →  MgI2 + CO2 + H2O
La forma anidra si può ottenere per disidratazione delle forme idrate, o per reazione diretta ad alta temperatura tra magnesio e iodio, in assenza di aria e ossigeno:
Mg + I2  →  MgI2

## Proprietà
MgI2 è un solido bianco, inodore, igroscopico e molto solubile in acqua. È un composto stabile, ma va conservato in atmosfera inerte e al riparo dalla luce per evitarne la decomposizione con rilascio di iodio (il colore diventa bruno). Il composto è solubile in alcoli e altri solventi organici. Forma composti di addizione con alcoli, eteri, aldeidi, esteri e ammine.

## Tossicità / Indicazioni di sicurezza
MgI2 è disponibile in commercio. Il composto non è classificato come pericoloso secondo la Direttiva 67/548/CEE, tuttavia può essere nocivo per inalazione, ingestione e contatto col la pelle. Un'esposizione prolungata agli ioduri può inoltre provocare iodismo in soggetti sensibili. Non ci sono evidenze di effetti cancerogeni. Non ci sono dati su eventuali danni all'ambiente. La demetilazione di alcuni eteri metilici aromatici può essere ottenuta utilizzando ioduro di magnesio in etere etilico.